# Chirodactylus brachydactylus
Chirodactylus brachydactylus är en fiskart som först beskrevs av Cuvier, 1830.  Chirodactylus brachydactylus ingår i släktet Chirodactylus och familjen Cheilodactylidae. Inga underarter finns listade i Catalogue of Life.